# Malaisefälla

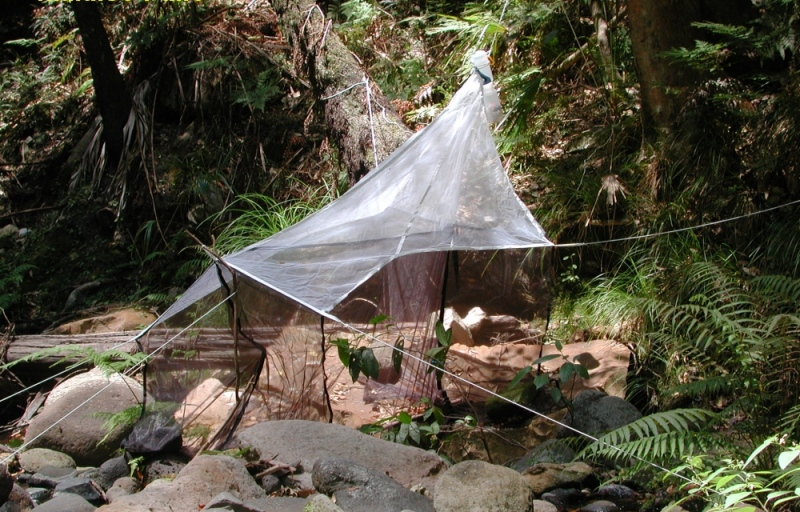
Malaisefälla.

En malaisefälla är en stor tältliknande struktur som används till att fånga flygande insekter, företrädesvis inom ordningarna hymenoptera och diptera. Insekterna flyger in mot tältväggen och leds sedan till ett uppsamlingskärl som exempelvis är fyllt med etanol.
Fällan uppfanns av svensken René Malaise 1934.
Genom denna fälla har biologer bland annat påvisat förekomsten av bälgnackstekel i Sverige.